# Бреннвальд, Хайнрих
Хайнрих Бреннвальд, или Генрих Бреннвальд (нем. Heinrich Brennwald, лат. Heinrichi Brenvaldi, 1478, Меннедорф — 26 апреля 1551, Цюрих) — швейцарский хронист и деятель Реформации, священник Констанцской епархии, автор популярной «Хроники гельветов» (нем. Chronik der Helvetier).

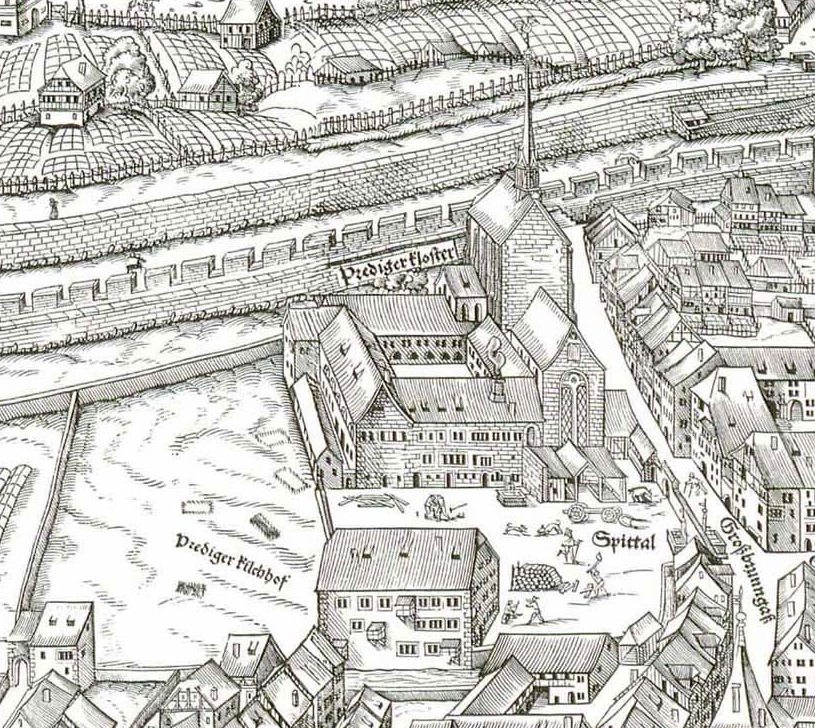
Церковь Проповедников на плане Цюриха, составленном в 1576 г. Йосом Мюрером

## Биография
Выходец из цюрихской патрицианской семьи Штадцюрхеров. Родился в 1478 году в Меннедорфе в семье Феликса и Маргариты Лаутеншлагер.
В 1492 году городским советом Цюриха назначен был хормейстером аббатства Св. Петра в Эмбрахе. С 1494 по 1495 год учился в Базельском университете, не получив ученой степени. С 1496 года служил настоятелем приходской церкви Луфингена, с 1498 года — каноником в Эмбрахе.
В 1518 году назначен был на должность пробста Конгрегации Св. Михаила Беромюнстерского в Эмбрахе, которую занимал вплоть до своего перехода 19 сентября 1524 года в реформатство. В 1520—1521 годах исполнял обязанности папского нотариуса.
Будучи убеждённым последователем Ульриха Цвингли, активно участвовал в политической и религиозной борьбе в Цюрихе времён Реформации.
В 1524 году вступил в законный брак со своей экономкой Маргаритой Лаутеншлагер из Эмбраха, с которой до этого прижил нескольких детей. В 1529 году одна из его дочерей вышла замуж за известного богослова и издателя Иоганна Штумпфа, который под его влиянием также занялся историческими исследованиями.
После реформации в 1525—1528 годах отвечал за раздачу милостыни в Цюрихе, в 1528—1536 годах служил судебным приставом монастыря в Тёссе (ныне городской округ Винтертур). Приобрёл авторитет в качестве умелого управляющего секуляризованными владениями католической церкви в кантоне Цюрих.
В 1536 году добровольно оставил службу, уйдя на покой. Умер в последнюю неделю апреля 1551 года в Цюрихе и был похоронен в Церкви Проповедников (нем. Predigerkirche).

## Сочинения
Между 1508 и 1516 годами составил на немецком языке «Хронику гельветов до 1509 года» (нем. Chronik von den Helvetiern bis 1509, или Chronik der Helvetier) в четырех частях, излагающую историю страны со времён Юлия Цезаря. Хроника заключает в себе историю происхождения кельтского племени гельветов и его войн с римлянами, образование Старой Швейцарской конфедерации, список швейцарских дворянских семей, историю отдельных городов (кроме Золотурна и Шаффхаузена) до вступления их в Швейцарский союз, а также политическую, военную и церковную историю последнего до 1509 года.
Основными источниками Бреннвальду послужили анонимная «Хроника города Цюриха» (нем. Chronik der Stadt Zurich) за 1390—1500 гг., «Хроника императоров» Якоба Твингера фон Кёнигсхофена (около 1420 г.), иллюстрированные хроники Диболда Шиллинга Старшего (1480-е гг.), сочинения Герольда Эдлибаха и Каспара Фрея, а также, возможно, опубликованная в 1507 году в Базеле «Хроника Швейцарской конфедерации» Петерманна Эттерлина.
Некоторые исследователи рассматривают хронику Бреннвальда как первую попытку объективного и прагматического освещения истории Швейцарии, свободного от каких-либо политических и идеологических клише, а также сословных и религиозных предрассудков, несмотря на то, что она была написана им задолго до Реформации, когда он был ещё добрым католиком.
Комментированное научное издание «Хроники гельветов» Хайнриха Бреннвальда подготовлено было в 1908—1910 годах в двух томах в Базеле под редакцией профессора местного университета Рудольфа Лугинбюля для серии «Источники истории Швейцарии».

## Публикации
- Heinrich Brennwalds Schweizer Chronik. Hrsg. von Rudolf Luginbühl. — Bd. 1—2. — Basel: Verlag der Basler Buch, 1908—1910. — (Quellen zur Schweizer Geschichte, neue folge).